# Bathyberthella
Bathyberthella is een geslacht van weekdieren uit de klasse van de Gastropoda (slakken).

## Soorten
- Bathyberthella antarctica Willan & Bertsch, 1987
- Bathyberthella orcadensis (García, García-Gómez, Troncoso & Cervera, 1994)
- Bathyberthella tomasi (García, Troncoso, Cervera & García-Gómez, 1996)
- Bathyberthella zelandiae Willan, 1983